# Агентство Республики Казахстан по борьбе с экономической и коррупционной преступностью
Агентство Республики Казахстан по борьбе с экономической и коррупционной преступностью (финансовая полиция) (каз. Қазақстан Республикасы экономикалық қылмысқа және сыбайлас жемқорлыққа қарсы күрес агенттігінің (қаржы полициясы)) — государственный орган Республики Казахстан, непосредственно подчиненный и подотчетный Президенту Республики Казахстан, осуществляющий в целях обеспечения экономической безопасности руководство, а также в пределах, предусмотренных законодательством Республики Казахстан, межотраслевую координацию и иные специальные исполнительные и разрешительные функции по предупреждению, выявлению, пресечению, раскрытию и расследованию экономических, финансовых и коррупционных преступлений и правонарушений.
Финансовая полиция Казахстана упраздняется с передачей функций по борьбе с коррупцией вновь созданному Агентству по делам государственной службы и противодействию коррупции, заявил глава государства Нурсултан Назарбаев, выступая 6 августа 2014 года на расширенном заседании Правительства Казахстана.

## Задачи
Согласно Положению об Агентстве основными задачами являются:
1. обеспечение в пределах полномочий экономической безопасности государства, законных прав и интересов субъектов предпринимательской деятельности, общества и государства;
2. предупреждение, выявление, пресечение, раскрытие и расследование коррупционных, экономических и финансовых преступлений и правонарушений;
3. участие в разработке и реализации государственной политики в области борьбы с коррупцией и преступностью в сфере экономики;
4. осуществление международного сотрудничества по вопросам, отнесенным к ведению органов финансовой полиции.

## Руководители
На момент существования ведомства председателем агентства являлся Рашид Тусупбеков.
Первый заместитель председателя: Лукин Андрей Иванович
Заместители председателя: Ахметжанов Марат Муратович, Боданов Айвар Жиреншеевич, Шабакбаев Марат Несипбекович.

## Ведомственные награды
В соответствии с Указом Президента Республики Казахстан от 30 сентября 2011 года № 155 «О вопросах государственных символов и геральдики ведомственных и иных, приравненных к ним, наград некоторых государственных органов, непосредственно подчиненных и подотчетных Президенту Республики Казахстан, Конституционного Совета Республики Казахстан, правоохранительных органов, судов, Вооруженных Сил, других войск и воинских формирований» ведомственные наградами Агентства Республики Казахстан по борьбе с экономической и коррупционной преступностью считались:
- Медали:
  - «Қаржы полициясының ардагері» (Ветеран финансовой полиции);
  - «Мінсіз қызметі үшін» (За безупречную службу) I, II, III степеней;
  - «Құқық тәртібін қамтамасыз етуге қосқан үлесі үшін» (За внесенный вклад в обеспечение правопорядка).
- Нагрудные знаки:
  - «Қаржы полициясының уздігі» (Отличник финансовой полиции)

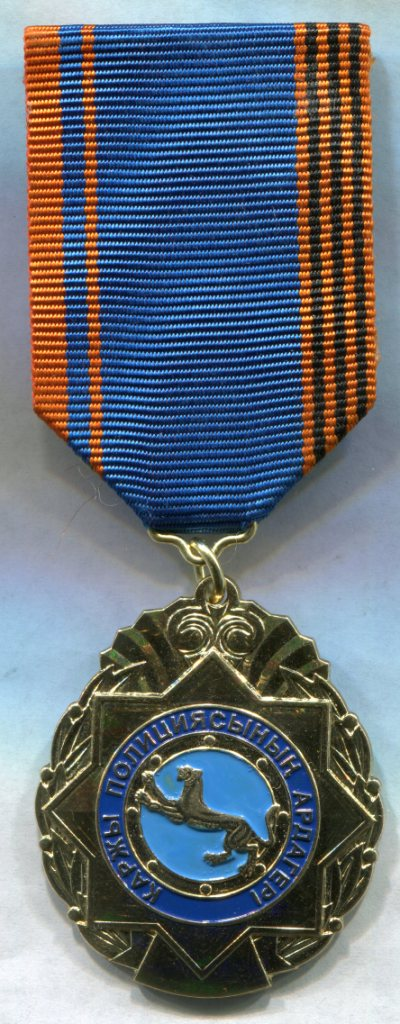
Медаль «Ветеран финансовой полиции»
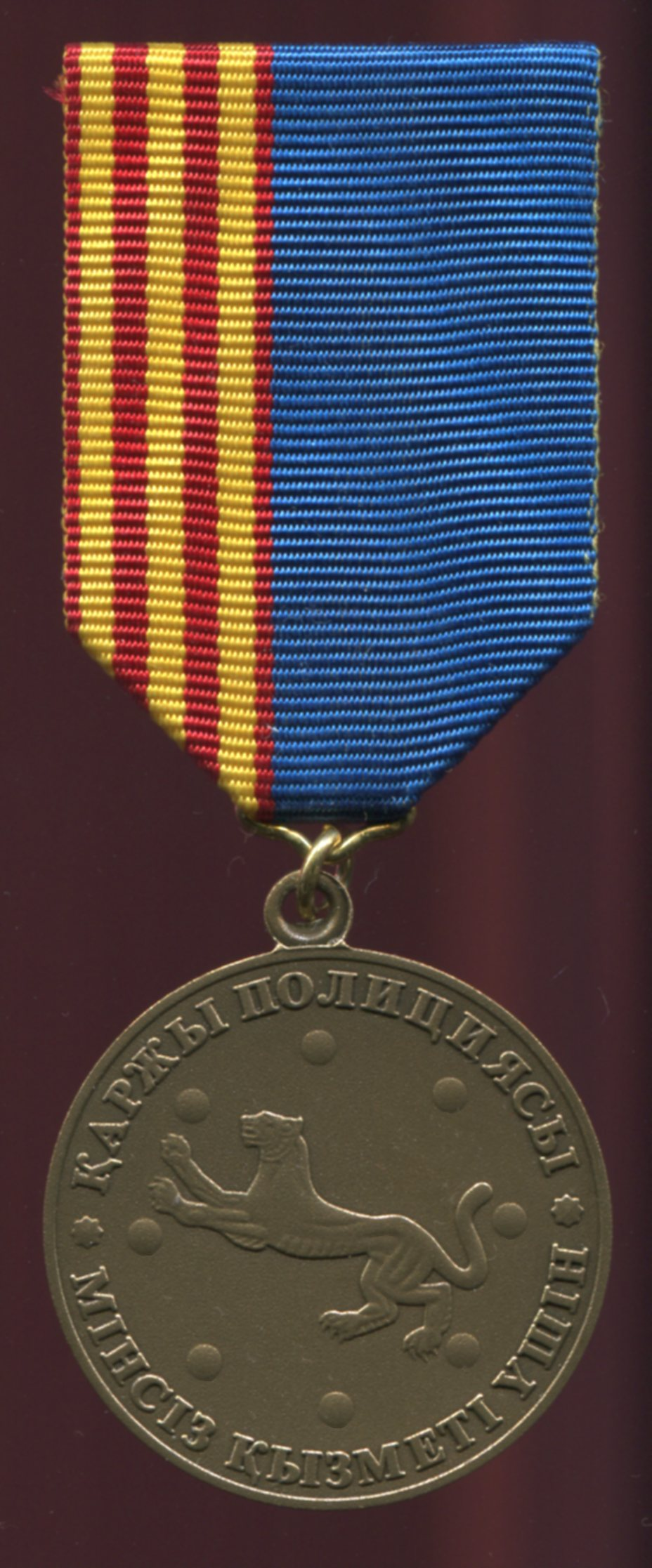
Медаль «За безупречную службу» 3 степени
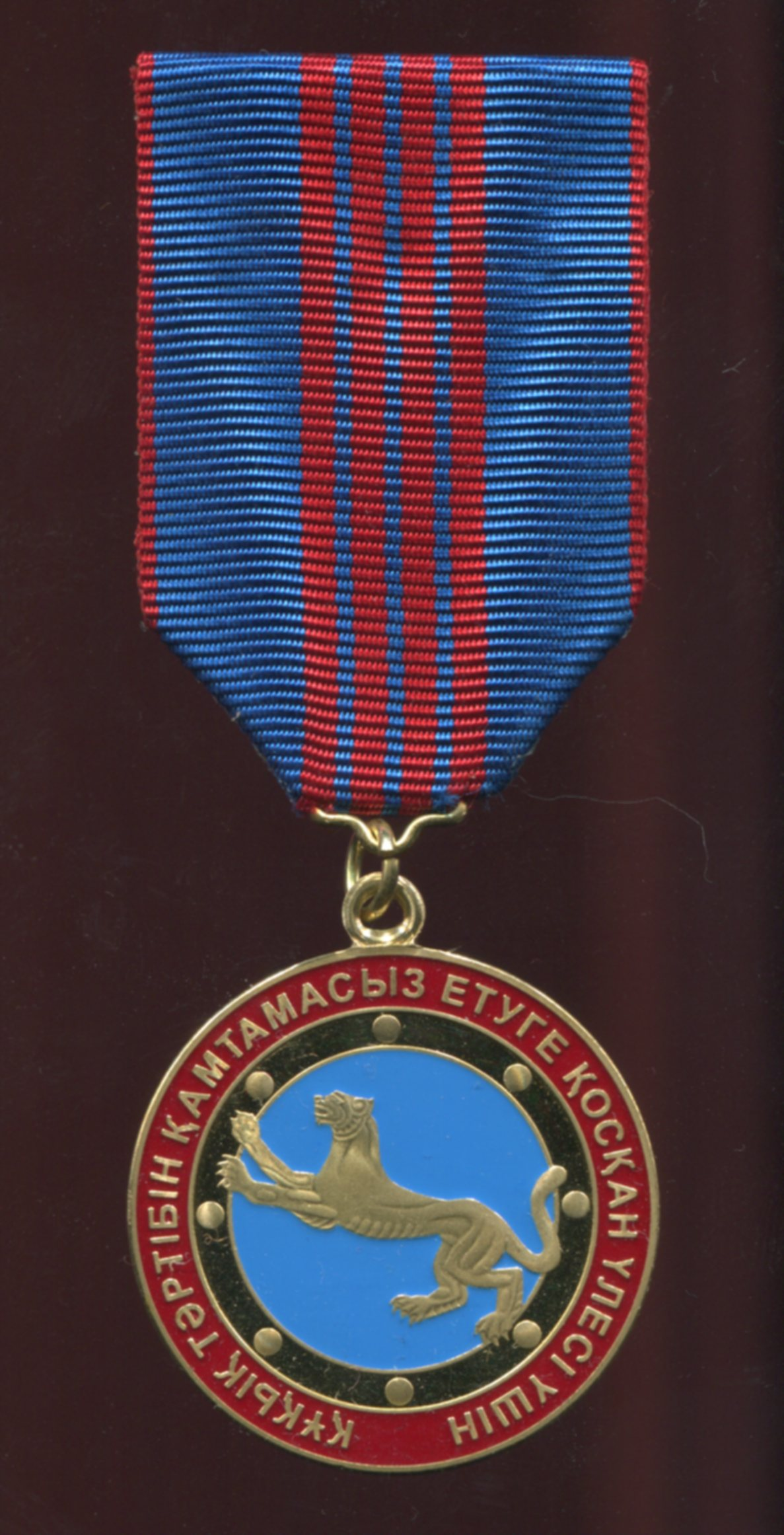
Медаль «За внесенный вклад в обеспечение правопорядка»
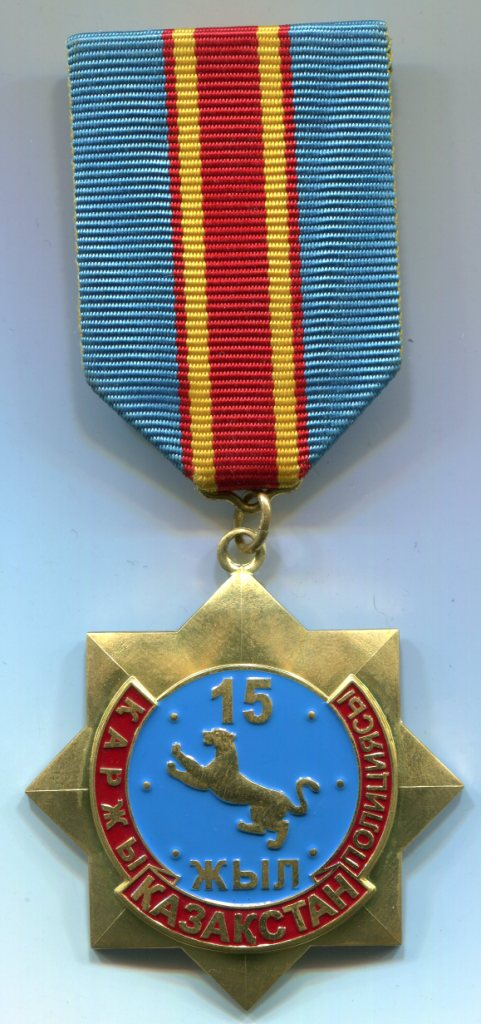
Юбилейный нагрудный знак «15 лет финансовой полиции Республики Казахстан»
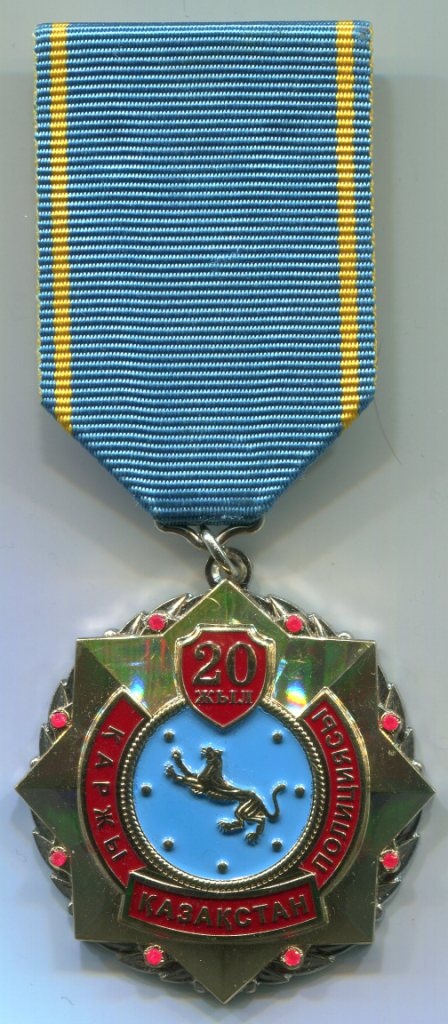
Юбилейный нагрудный знак «20 лет финансовой полиции Республики Казахстан»

В связи с ликвидацией Агентства Республики Казахстан по борьбе с экономической и коррупционной преступностью как самостоятельного органа и передачи его функций Национальному бюро по противодействию коррупции, под его ведомство были переданы награды, с изменением дизайна медалей, но сохранением цветов лент.